# Wspinaczka lodowa

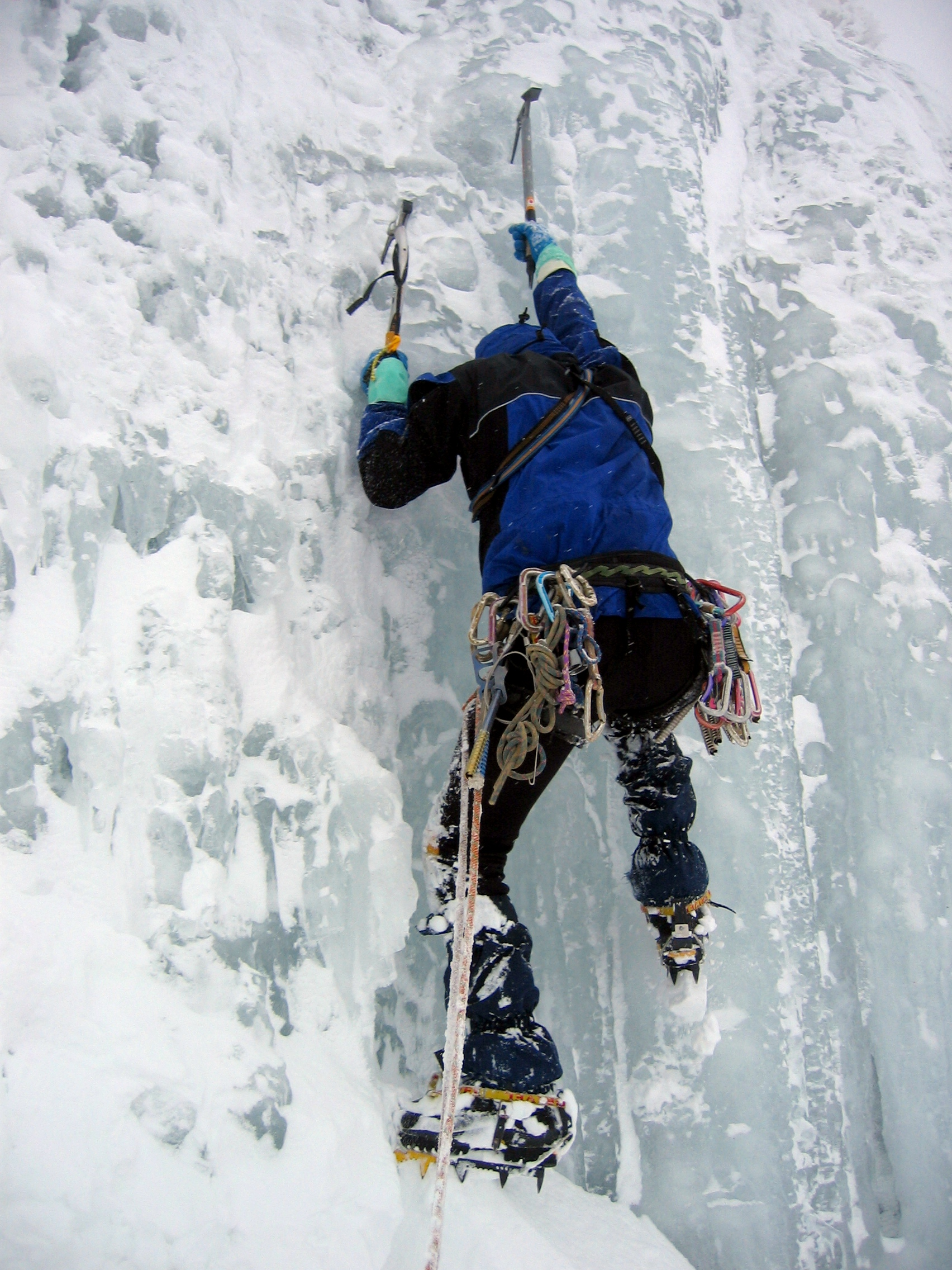
Wspinaczka lodowa

Wspinaczka lodowa – sport ekstremalny uprawiany w warunkach zimowych na pionowych (i nie tylko) ścianach pokrytych lodem, lodospadach (zamarzniętych wodospadach) i różnych formacjach sopli.
Wspinaczka lodowa diametralnie różna jest od wspinaczki skalnej.
W skale używa się nóg i rąk bez dodatkowego sprzętu.
Natomiast do pokonywania lodowych formacji (ściany, sople, polewy) używa się rąk uzbrojonych w krótkie czekany (dziabki) i raki przymocowane do butów. Żeby korzystać z dobrodziejstwa tych przyrządów trzeba nieco się podszkolić i potrenować.
Do ubezpieczania używamy śrub lodowych (rura stalowa lub tytanowa z gwintem na całej swojej długości zakończona plakietką do wpięcia karabinka z jednej strony a narzynką umożliwiającą wkręcenie jej w lód z drugiej strony). 
Wspinaczka lodowa, w niższych i bardziej uczęszczanych górach (np. Tatry) polega, podobnie jak wspinaczka skalna, na pokonywaniu ściśle określonych tras wytyczonych na stromych stokach, zwanych drogami wspinaczkowymi. W wyższych i mniej uczęszczanych górach (np. Himalaje) ważniejsze jest samo dotarcie na szczyt, po zwykle najbardziej dostępnej w danym momencie trasie. Jednak ostatnio, nawet w Himalajach daje się zauważyć tendencję do ściślejszego wytyczania dróg.
Wspinaczka lodowa posiada własną skalę oceny trudności dróg - inną niż wspinaczka skalna. Na ocenę wartości dokonania sportowego duże znaczenie ma też styl i czas przejścia oraz warunki pogodowe.
Szczególnie trudną odmianą wspinaczki lodowej jest, często spotykana w Alpach, wspinaczka mikstowa - polegająca na pokonywaniu dróg, które wymagają stosowania miejscami technik skalnych a w innych miejscach technik lodowych. Wymaga to od wspinacza posiadania sprzętu i umiejętności potrzebnych do obu tych technik.

## Opis technik lodowych
Poniższy opis odnosi się głównie do tradycyjnej wspinaczki zimowej, w której wspinaczka lodowa jest podstawowym, ale nie jedynym elementem.
- Pokonywanie ścian:
  - Technika "on-sight": W tej, obecnie najbardziej popularnej, technice wspinacz trzyma w jednej ręce czekan, w drugiej czekanomłotek, a na nogach ma raki. Posuwanie się do góry polega na wbijaniu na przemian czekana, czekanomłotka i raków w lód. Umożliwia to w dobrych warunkach dość szybkie pokonywanie ściany bez konieczności kucia w lodzie stopni.
  - Technika kucia stopni: Czasami, gdy nie można inaczej, wspinacz przechodzi z trybu "on-sight" do trybu kucia stopni w lodzie za pomocą łopaty czekana, zwykle jednak stara się tego unikać, ze względu na duży wysiłek i stratę czasu. Technikę tę najczęściej stosuje się w bardzo miękkim lodzie/śniegu, uniemożliwiającym styl "on-sight".
  - Technika ławeczkowa - przypomina bardzo technikę hakową wspinaczki skalnej. Zamiast haków stosuje się tutaj jednak śruby lodowe, które wkręca się w lód. Na śrubach zawiesza się specjalne małe drabinki, zwane ławeczkami, na których stojąc wkręca się kolejne śruby. Jest to również bardzo czasochłonna i uciążliwa technika, stosowana w miejscach występowania bardzo twardego lodu, lub bardzo przewieszonego terenu uniemożliwiającego technikę "on-sight".

- Oprócz pokonywania ścian, we wspinaczce lodowej stosuje się specyficzne techniki pokonywania szerokich szczelin lodowych, przekopywania się przez bariery seraków, wykuwania platform pod obozowiska, poręczowania dróg zejścia itp. Wszystkie te czynności w zasadzie nie są wspinaczką sensu stricto, a raczej przypominają działania inżynieryjno-sapersko-oblężnicze.

## Sprzęt do wspinaczki lodowej
Sprzęt do technik lodowych jest w dużym stopniu wspólny ze sprzętem do wspinaczki skalnej. Te wspólne części sprzętu są opisane w haśle wspinaczka skalna.
- Czekan - połączenie małej łopatki i dziabaka umieszczone na szczycie styliska. Współczesne czekany są dość krótkie (70–80 cm), aby ułatwiać technikę "on sight". Oprócz funkcji dziabaka, w technice "on-sight" czekan służy też do wykopywania stopni, oraz po wbiciu głęboko styliskiem w śnieg może służyć jako bardzo dobry punkt asekuracyjny. Współczesne czekany produkuje się z duraluminium i włókien węglowych dla nadania im odpowiedniej wytrzymałości i jak najmniejszej masy.
- Czekanomłotek - połączenie dziabaka (takie samego jak w czekanie) z młotkiem, umieszczone na krótkim (30–40 cm) stylisku. Stosowany jest jako dziabak ręczny w technice "on sight" oraz służy do wbijania śrub lodowych i ew. haków.
- Raki - specjalny zestaw ostrzy montowanych na butach. Współczesne raki są montowane na zasadzie zatrzasku do podeszwy specjalnie do tego przystosowanych butów, które posiadają twardą, sztywną skorupę, ułatwiającą wbijanie raków w lód. Raki służą przede wszystkim jako nożne dziabaki w technice "on-sight", choć przydają się także do chodzenia po łagodnych ale oblodzonych stokach.
- Śruba lodowa - jest to rura (stalowa lub tytanowa) z gwintem na powierzchni całej rury. Śrub lodowych jest kilka rozmiarów i typów. Ich stosowanie wymaga sporego doświadczenia w dobieraniu ich do rodzaju lodu/firnu/śniegu/. Są one tak skonstruowane, aby dawały się stosunkowo łatwo wkręcać w podłoże i jednocześnie mocno tam "siedzieć". Śruby lodowe są stosowane jako punkty asekuracyjne oraz do wspinania się techniką ławeczkową. Przy ich pomocy poręczuje się też drogi zejścia.

## Sportowe podejście do wspinaczki lodowej
W ostatnim okresie coraz większą popularność zdobywa sportowe podejście do wspinaczki lodowej, w którym praktykuje się wyczynowe traktowanie tej działalności. Prowadzi to do zbliżenia się wspinaczki lodowej i wspinaczki skałkowej: praktykowane jest przechodzenie dróg lodowych, zwłaszcza na lodospadach, w sposób jak najbardziej zbliżony do przejścia klasycznego czy wręcz sportowego, z tym, że w miejsce użycia rąk praktykuje się używanie czekanów, oraz wspinacz wyposażony jest w specjalny typ raków. 
Praktykowane jest także konstruowanie sztucznych ścian lodowych (przez wylewanie wody na odpowiednie konstrukcje nośne) i rozgrywanie zawodów wspinaczkowych na powstałych w ten sposób drogach, przy czym miejsca w których można wbić lub zaczepić czekan lub raki są oznaczone, co sprawia, że możliwe jest porównywanie kwalifikacji poszczególnych wspinaczy.